# Campionatul Mondial de Scrimă din 2000
Campionatul Mondial de Scrimă din 2000 s-a desfășurat în perioadă 29 iunie–2 iulie la Budapesta în Ungaria, pentru probele de sabie feminin la individual și pe echipe, care nu erau încă în programul olimpic. 67 de scrimere din 17 țări au participat. 

## Rezultate

### Feminin
| Probă               | Aur                                                                                      | Argint                                                            | Bronz                                                                   |
| Sabie la individual | Elena Jemaeva (AZE)                                                                      | Ilaria Bianco (ITA)                                               | Anne-Lise Touya (FRA) · Sandra Benad (GER)                              |
| Sabie pe echipe     | Statele Unite ale Americii Christine Becker Nicole Mustilli Mariel Zagunis Sada Jacobson | Italia Ilaria Bianco Gioia Marzocca Alessia Tognolli Anna Ferraro | Franța Anne-Lise Touya Cécile Argiolas Ève Pouteil-Noble Magali Carrier |

## Clasament pe medalii
| Loc | Țară                       | Aur | Argint | Bronz | Total |
| --- | -------------------------- | --- | ------ | ----- | ----- |
| 1   | Azerbaidjan                | 1   | 0      | 0     | 1     |
| 1   | Statele Unite ale Americii | 1   | 0      | 0     | 1     |
| 2   | Italia                     | 0   | 2      | 0     | 2     |
| 4   | Franța                     | 0   | 0      | 2     | 2     |
| 4   | Germania                   | 0   | 0      | 1     | 1     |

## Vezi și
- Scrimă la Jocurile Olimpice de vară din 2000